# Kork Ballington
Hugh Neville Ballington, mais conhecido como Kork Ballington (Salisbúria, 10 de abril de 1951), é um ex-motociclista nascido na extinta colônica britânica da Rodésia do Sul, que correu representando outra colônia britânica, a África do Sul, tetracampeão do mundo.
Tendo corrido em sete temporadas no mundial de velocidade, entre 1976 e 1982, Ballington viveu seu auge na competição em suas duas primeiras temporadas correndo pela equipe da Kawasaki, de 1978 e 1979. Tendo chegado na equipe após dois anos de pouco sucesso com a Yamaha, apesar de quatro vitórias em sete pódios, Kork disputou tanto as 250cc quanto as 350cc em suas três primeiras temporadas na equipe, com a Kawasaki KR250 and KR350, conseguindo a dobradinha dos dois primeiras anos, e se tornando tetracampeão do mundo. Ainda chegou perto do tricampeonato consecutivo em 1980 nas 250cc, mas terminou com o vice-campeonato. Após isso, chegou a disputar mais duas temporadas, apenas nas 500cc (ele tinha participado na edição de 1980, também), mas com dois terceiros lugares como resultado mais expressivos ao longo das edições.
Em 2018, ele foi introduzido no Hall da Fama das Lendas da MotoGP, sendo o primeiro sul-africano e o segundo africano, após Jim Redman, embora Redman tenha nascido no Reino Unido.

## Ligação externa
- Perfil no site da MotoGP